# 大贝岛

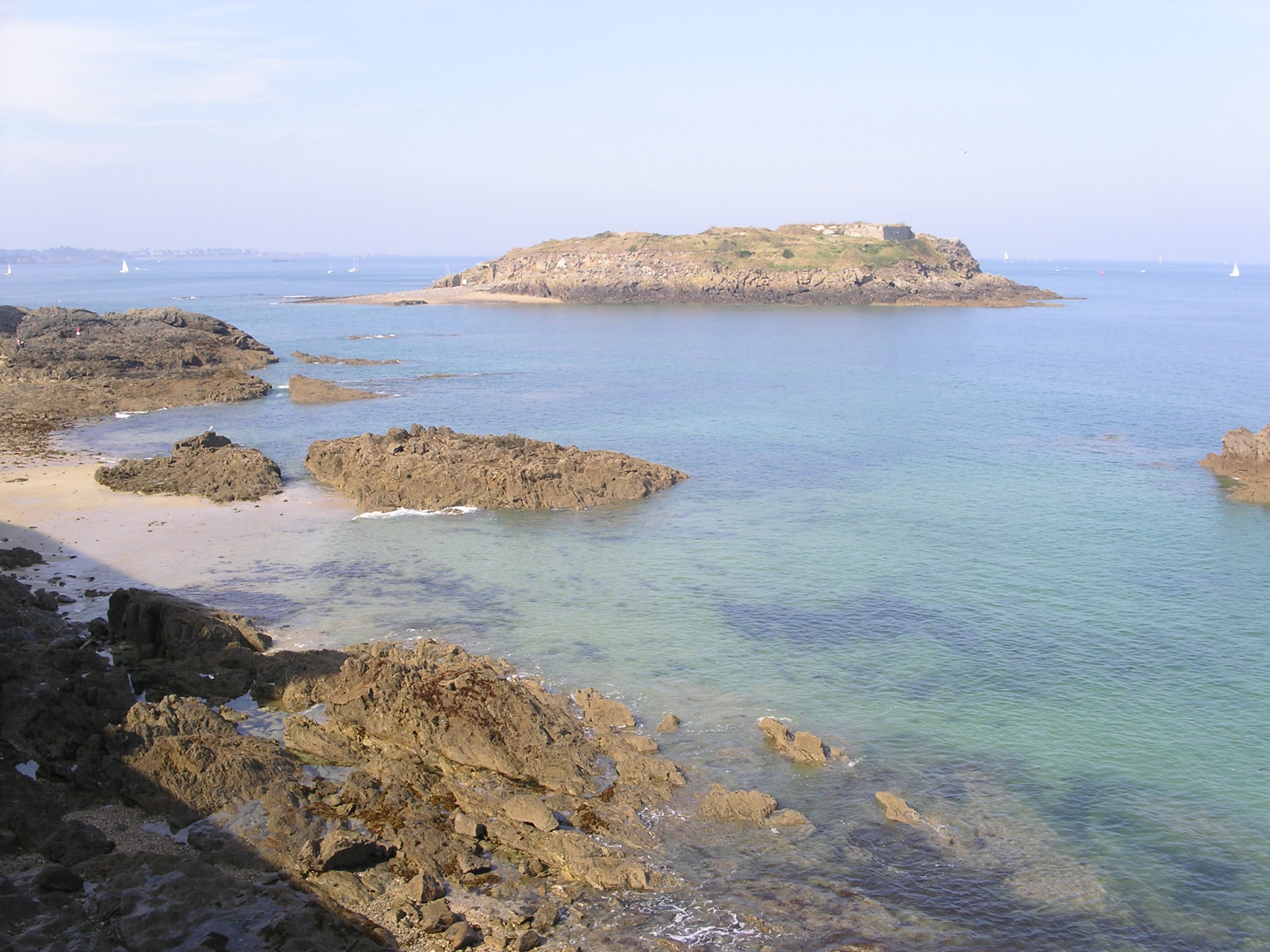
大贝岛

大贝岛（Grand Bé）是法国的一个潮汐島，位于朗斯河河口，圣马洛附近，距离圣马洛城墙只有几百米。在低潮时，可以从附近的Bon-Secours海滩步行上岛。岛上有古代防御工事的遗迹。
出生于圣马洛的法国作家弗朗索瓦-勒内·德·夏多布里昂，安葬于大贝岛，墓穴面向大海。